# تريفور ويلكينسون
تريفور ويلكينسون (بالإنجليزية: Trevor Wilkinson)‏ هو لاعب إسكواش جنوب أفريقي، ولد في 10 أكتوبر 1960 في هراري في زيمبابوي.

## وصلات خارجية
- تريفور ويلكينسون على موقع SquashInfo.com (الإنجليزية)